# Diana Ríos
 Diana Marcela Rios Arcila (12 de junho de 1989) é uma jogadora de vôlei de praia colombiana.

## Carreira
Em 2018 ao lado de Yuli Ayala disputou a edição dos Jogos Centro-Americanos e do Caribe sediados em Barranquillaconquistando a medalha de pratae em 2019 juntas conquistaram a medalha de bronze nos Jogos Sul-Americanos de Praia na cidade de Rosário, Argentina